# Xã Shell Knob, Quận Barry, Missouri
Xã Shell Knob (tiếng Anh: Shell Knob Township) là một xã thuộc quận Barry, tiểu bang Missouri, Hoa Kỳ. Năm 2010, dân số của xã này là 1.177 người.